# 小林由利
小林 由利（こばやし ゆり、1944年6月1日 - ）は、日本の女優。兵庫県出身。身長159cm、体重48kg。有限会社グルー（旧社名：有限会社エム・スリー）に所属してた。関西弁の方言指導もしている。

## 出演作品

### テレビドラマ
- 連続テレビ小説　おしん　第177話（1983年4月4日〜1984年3月31日、NHK）
- 銭形平次　第32話（1987年11月17日、日本テレビ）※風間杜夫 版
- 水曜グランドロマン　九時まで待って（1989年11月1日、日本テレビ）
- 世にも奇妙な物語　第1シリーズ（第1期）第21話「時のないホテル」（1990年7月26日、フジテレビ） -　客 役
- ドラマチック22　絶唱　花嫁の亡骸を抱いて、許されぬ恋の名作（1990年12月22日、TBS）
- 大河ドラマ（NHK）
  - 信長 KING OF ZIPANGU　第23回、第48回（1992年6月7日、12月6日）
  - 武蔵 MUSASHI（2003年1月5日〜12月7日） -　高台院 役　※NHKテレビ放送開始50周年・大河ドラマ40周年記念作品
  - 義経　第46回（2005年11月20日） -　都人 役
- 土曜ワイド劇場　運命の銃口　東京〜金沢500キロ・愛と憎しみの旅路（1992年11月21日、ABC放送）
- 家栽の人　第4話、第5話、第8話（1993年1月28日、2月4日、25日、TBS）
- 誘惑の夏（1993年6月28日〜9月24日、東海テレビ）
- 悪魔のKISS　Vol.3（1993年7月21日、フジテレビ）
- 月曜特集特別企画・日本名作ドラマ　夫婦善哉（1995年2月6日、テレビ東京）
- 僕らに愛を!（1995年4月17日〜6月26日、フジテレビ）
- 鏡は眠らない　第5話（1997年11月19日、NHK）
- ある日、嵐のように　第10話（2001年6月4日、NHK） -　みゆきの母 役
- 女と愛とミステリー　秋の旅情サスペンス2　江戸小紋殺人事件（2001年9月23日、BSジャパン）※先行放送
- 月曜ミステリー劇場　浅見光彦シリーズ第18作　内田康夫第100作記念　華の下にて（2004年1月5日、TBS）※沢村一樹 版
- 日曜劇場　砂の器　第2話、第3話（2004年1月25日、2月1日、TBS）※中居正広 版
- 火曜サスペンス劇場　ジェラシー（2004年6月29日、日本テレビ）
- 土曜ワイド劇場　密閉山脈（2005年11月20日、テレビ朝日）
- 連続テレビ小説　どんど晴れ　第85話（2007年7月9日、NHK）
- 警視庁捜査一課9係　season3　第9話（2008年6月11日、テレビ朝日）

### 映画
- マルサの女2（1988年1月15日、監督・脚本：伊丹十三、東宝） -　信者 役
- INJU（2009年8月22日、監督・脚本：バルベ・シュロデール、ファインフィルムズ） -　女中 役　※日本公開日・日本の配給

### 舞台
- 「真夜中の息子」 -　母親 役
- 「サルと少年」 -　農婦 役
- 「夏の夜の夢」 -　タイテーニャ 役
- 「野口英世」 -　先生の妻 役
- 「怒りをこめてふりかえれ」 -　ヘレナ 役

- 劇団演奏舞台　公演22「難波津に咲くやこの花　－近松拾遺－」（1990年7月12日〜15日、文芸坐ル・ピリエ） -　お嵯峨 役
- 劇団演奏舞台　公演27　長野市公演「甘粕大尉」－季節はずれの卒論－（1993年4月10日〜11日、長野市松代文化ホール）
- 日俳連・ドラマの方言を考える会 公演 ふるさとの言葉で語る『昔むかしあったとさ「へやの起こり」』（2011年6月2日、青年劇場・スタジオ結）※語り（京都弁）

### 方言指導
- 「殺陣師段平」
- 「白夜行」
- 「オリオン座からの招待状」
- 「夫婦漫才」

- 「雁の寺」地人会第84回公演（2002年2月21日〜3月3日）

ドラマ
- 金曜ドラマシアター「悪霊島」（1991年10月14日、フジテレビ）
- 世にも奇妙な物語　秋の特別編（1996年10月2日、フジテレビ）
- 火曜サスペンス劇場「ジェラシー」（2004年6月29日、日本テレビ）
- 連続テレビ小説「天花」第121話、第122話（2004年8月16日、17日、NHK）【大阪ことば指導】
- 大河ドラマ「義経」第1回〜第9回、第11回〜第14回、第16回〜第19回、第22回〜第31回、第33回〜第38回、第40回〜第46回、第48回、最終回

　（2005年1月9日〜3月6日、20日〜4月10日、24日〜5月15日、6月5日〜8月7日、21日〜9月25日、10月9日〜11月20日、12月4日、11日、NHK）【京・御所ことば指導】
- 「Happy!」（2006年4月7日、TBS）【京言葉指導】
- 月曜ミステリー劇場「浅見光彦シリーズ」第22作　佐用姫伝説殺人事件（2006年9月25日、TBS）※沢村一樹 版
- かんさい特集「オトンの宝物」（2007年9月7日、NHK）【京丹後ことば指導】
- 大河ドラマ「龍馬伝」第23回、第25回〜第34回、第37回〜第45回、第47回、最終回

　（2010年6月6日、20日〜8月22日、9月12日〜11月7日、21日、28日、NHK）【紀州ことば指導】
- 開局60周年記念番組「JIN-仁-」第二期（完結編）【御所ことば：第二話、第三話、京都弁：第九話、第十話】（2011年4月24日、5月1日、6月12日、6月19日、TBS）
- 土曜ドラマスペシャル「神様の女房」第1回（2011年10月1日、NHK）【関西ことば指導】
- 「坂の上の雲」（2009年〜2011年、NHK）【兵庫ことば指導・和歌山ことば指導】

映画
- 「INJU」（2009年8月22日、監督・脚本：バルベ・シュロデール、ファインフィルムズ）※日本公開日・日本の配給

### ラジオドラマ（オーディオドラマ）
NHK-FM
FMシアター
- 二月の夜空に〈原作：西山務〉（2001年2月10日）
- 握手をしよう〈原作：樋口美友喜〉（2008年11月29日）
- NHK銀の雫文芸賞2010 最優秀作「花の独身」〈原作：伊藤幸子〉（2010年10月30日） -　川田須美子 役

青春アドベンチャー
- 赤と黒（第二部）〈原作：スタンダール〉（2004年6月28日〜7月2日(1〜5回)、7月5日〜7月9日(6〜10回)、7月12日〜7月16日(11〜15回)） -　ラ・モール侯爵夫人 役

### テレビアニメ
1977年
- タイムボカンシリーズ　ヤッターマン（第1作）（ペックの母）

1979年
- 大恐竜時代（ジュンの母[3]）

1980年
- 銀河鉄道999　永遠の旅人エメラルダス（黒覆面B）※テレビスペシャル

1981年
- 銀河鉄道999（少年の母）

1988年
- シティーハンター2（アルマ王女）

1989年
- 美味しんぼ（守谷夫人）

1999年
- ワイルドアームズ トワイライトヴェノム（マム、ミラベルの母）

2007年
- モノノ怪（老いた尼僧）

### 吹き替え
外国映画
- 狼よさらば
- サウンド・オブ・ミュージック　※ビデオ、LD、DVD・武藤礼子／金内吉男 版
- サブウェイ・パニック
- 13日の金曜日　※1980年 版
- 重犯罪特捜班／ザ・セブン・アップス　※テレビ朝日 版
- ダイヤモンドの犬たち（売店の店員）　※日曜洋画劇場（テレビ朝日）
- 燃えよドラゴン　※テレビ朝日 版・富山敬 版
- ロビンとマリアン

海外アニメーション映画
- ウォーターシップダウンのうさぎたち（猫）

### その他
- おくにことばで憲法を＜朗読CD付＞（2004年4月8日）大原穣子/監修・著　※方言で朗読